# إيفان هيرنانديز

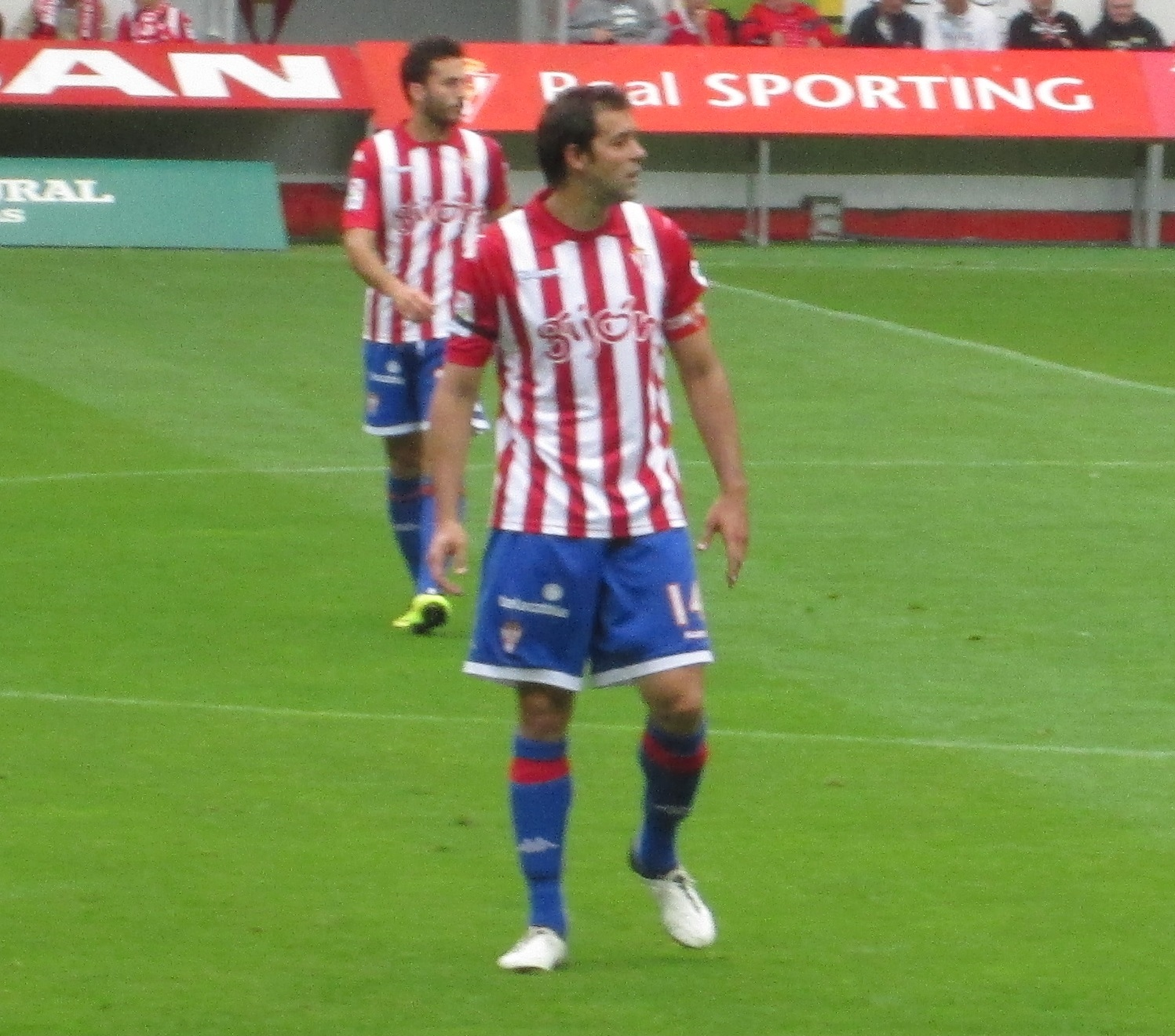

إيفان هيرنانديز (بالإسبانية: Iván Hernández)‏ (مواليد 27 فبراير 1980 في مدريد - إسبانيا) لاعب كرة قدم إسباني يلعب حاليا لصالح نادي الدرجة الأولى ريال سبورتنغ خيخون الإسباني منذ 2007 في مركز قلب الدفاع كما يجيد اللعب في مركز الوسط المدافع .

## روابط خارجية
- إيفان هيرنانديز على موقع قاعدة بيانات كرة القدم.إي يو (الإنجليزية)
- إيفان هيرنانديز على موقع Soccerway.com (الإنجليزية)
- إيفان هيرنانديز على موقع AS.com (الإسبانية)